# 大学応援団フェスタ
大学応援団フェスタとは、2018年から始まった大学応援団の催しである。
複数の大学が紅組と白組に分かれて応援合戦を行う「紅白応援合戦」や、現役学生による「大学応援団座談会」、応援団文化の継承や保全を推進する「無形文化財登録に向けた宣言」などが行われている。
※2022年以降は回数ではなく開催年で表記されているが、ここでは便宜上、回数（第◯回）と表記する。

## 概要
大学応援団フェスタとは、2018年から始まった大学応援団の催しである。
当初は、複数の大学が紅組と白組に分かれて応援合戦を行う「紅白応援合戦」や、現役学生による「大学応援団座談会」などが行わていた。現在は、新型コロナウイルス感染症の影響により、紅組と白組には分けずにステージを行っている（2020年〜）。また、2020年より、全国の各大学の応援団を映像化し、後世に残していく「デジタルアーカイブ化事業」や、2022年から始まった「無形文化財登録に向けた宣言」など、応援団の文化の継承や保全を推進する活動を行っている。

## 参加校
ここでは、一度でも参加したことのある大学を記す。
ステージ参加
- 青山学院大学應援團
- 亜細亜大学体育会應援指導部
- 学習院大学應援團
- 國學院大學全學應援團
- 国士舘大学應援團
- 駒澤大学体育会應援指導部ブルーペガサス
- 城西大学全學應援團
- 上智大学応援団
- 成蹊大学應援指導部
- 専修大学全學應援團
- 大東文化大学全學應援團
- 中央大学應援團
- 筑波大学応援部WINS
- 東海大学応援団
- 東北芸術工科大学應援團
- 東北工業大学学友会應援團
- 東洋大学應援指導部
- 一橋大学体育会應援部
- 防衛大学校應援團リーダー部
- 明治学院大学応援団
- 立正大学應援指導部
- 海上保安大学校応援団（ゲスト出演）
- 関西四私立大学応援団連盟（ゲスト出演）
  - 関西大学應援團
  - 関西学院大学應援團総部
  - 同志社大学應援團
  - 立命館大学応援団
- 春日部高校応援指導部(ゲスト出演)
- 本郷学園応援団（ゲスト出演）

映像出演のみ
- 南山大学応援団

パネル展示・スタンプラリーのみ
- 麻布大学應援團
- 神奈川大学應援指導部(OB)
- 関東学院大学応援団(OB)
- 甲南大学應援團(OB)
- 高崎経済大学直属応援団(OB)
- 山梨学院大学応援指導部(OB)

デジタルアーカイブのみ
- 大阪大学応援団
- 大阪市立大学応援団
- 大阪府立大学應援團
- 岡山大学応援団
- 九州大学応援団
- 京都大学応援団
- 京都産業大学全学応援団
- 福岡大学応援団

無形文化財登録に向けた宣言のみ
- 日本大学応援団本部
- 佛教大学應援團本部
- 北海道大学応援団

## 応援ステージ
応援ステージでは、各団体が継承してきた演技を披露する場である。これは、大学応援団フェスタにおけるメインイベントである。
第1回、第2回にて行われた紅白応援合戦は、出演団体相互の応援技術向上を目的として始まった。出演団体が紅組と白組に分かれ、互いに技術を競い合い、あらかじめ定めた基準をもとに、専門的知見を有する審査員と、来場した一般の人々によって審査が行われる。
明確な審査基準のもと、来場者を含めた審査員による審査を行う取り組みは、大学応援団フェスタが初めて実施するものである。2回目の開催以降からはステージ演目が公式YouTubeにアップロードされている。2020年、2021年は新型コロナウイルスにより、11月に延期となり、成果発表会を行った。2022年は新型コロナウイルスにより2部に分けての開催となり、3年ぶりの対面での開催となった。また、2020年からは紅組と白組には分けず、応援ステージを行っている。

### 紅白応援合戦
| 回数  | 開催年        | 紅組         | 紅組         | 紅組       | 紅組       | 紅組       | 紅組     | 白組     | 白組       | 白組         | 白組         | 白組       | 白組     | 勝者 | ゲスト出演     | 備考                                                                                                 |
| 回数  | 開催年        | 1番目        | 2番目        | 3番目      | 4番目      | 5番目      | 6番目    | 1番目    | 2番目      | 3番目        | 4番目        | 5番目      | 6番目    | 勝者 | ゲスト出演     | 備考                                                                                                 |
| ----- | ------------- | ------------ | ------------ | ---------- | ---------- | ---------- | -------- | -------- | ---------- | ------------ | ------------ | ---------- | -------- | ---- | -------------- | --- |
| 第1回 | 2018年9月23日 | 青山学院大学 | 大東文化大学 | 東海大学   | 國學院大學 |            |          | 東洋大学 | 亜細亜大学 | 城西大学     | 防衛大学校   |            |          | 紅組 |                | |
| 第2回 | 2019年9月28日 | 上智大学     | 東洋大学     | 亜細亜大学 | 東海大学   | 國學院大學 | 一橋大学 | 筑波大学 | 城西大学   | 青山学院大学 | 大東文化大学 | 防衛大学校 | 駒澤大学 | 紅組 | 海上保安大学校 | 駒澤大学、上智大学、筑波大学、一橋大学が初めて参加した。また、海上保安大学校がゲストとして出演した。 |

### 成果発表会
| 回数     | 開催年         | 1番目      | 2番目        | 3番目        | 4番目    | 5番目      | 6番目            | 7番目      | 8番目    | 9番目      | 10番目   | 11番目   | 12番目   | 備考 |
| -------- | -------------- | ---------- | ------------ | ------------ | -------- | ---------- | ---------------- | ---------- | -------- | ---------- | -------- | -------- | -------- | --- |
| [ 注 1 ] | 2020年11月28日 | 亜細亜大学 | 青山学院大学 | 國學院大學   | 駒澤大学 | 学習院大学 | 大東文化大学     | 一橋大学   | 東洋大学 |            |          |          |          | 新型コロナウイルスにより11月に延期となり、関係者のみでの開催となった。また、紅組と白組には分けず成果発表会を行った。 2020年には学習院大学、2021年には専修大学、東北芸術工科大学、立正大学が初めて参加した。 |
| [ 注 2 ] | 2021年11月27日 | 一橋大学   | 青山学院大学 | 大東文化大学 | 筑波大学 | 城西大学   | 東北芸術工科大学 | 國學院大學 | 立正大学 | 学習院大学 | 専修大学 | 東洋大学 | 駒澤大学 | 新型コロナウイルスにより11月に延期となり、関係者のみでの開催となった。また、紅組と白組には分けず成果発表会を行った。 2020年には学習院大学、2021年には専修大学、東北芸術工科大学、立正大学が初めて参加した。 |

### 応援ステージ
| 回数  | 開催年         | 1番目        | 2番目        | 3番目        | 4番目      | 5番目        | 6番目      | 7番目      | 8番目            | 9番目        | 10番目     | 11番目       | 12番目       | 13番目     | 14番目           | 15番目       | 16番目     | 17番目   | 18番目   | 19番目     | ゲスト出演     | ゲスト出演     | ゲスト出演     | 備考 |
| ----- | -------------- | ------------ | ------------ | ------------ | ---------- | ------------ | ---------- | ---------- | ---------------- | ------------ | ---------- | ------------ | ------------ | ---------- | ---------------- | ------------ | ---------- | -------- | -------- | ---------- | -------------- | -------------- | -------------- | --- |
| 第5回 | 2022年10月1日  | 国士舘大学   | 青山学院大学 | 防衛大学校   | 國學院大學 | 筑波大学     | 上智大学   | 亜細亜大学 | 中央大学         | 東北工業大学 |            |              |              |            |                  |              |            |          |          |            |                |                |                | 新型コロナウイルスにより2部に分けての開催となり、紅組と白組には分けずに行われた。 また、国士舘大学、中央大学、東北工業大学が初めて参加した。 第2部では3年ぶりに対面で開催され、第1部で出演した大学は映像出演となった。 |
| 第5回 | 2022年11月23日 | 駒澤大学     | 立正大学     | 大東文化大学 | 東洋大学   | 城西大学     | 東海大学   | 國學院大學 | 一橋大学         | 防衛大学校   | 学習院大学 |              |              |            |                  |              |            |          |          |            |                |                |                | 新型コロナウイルスにより2部に分けての開催となり、紅組と白組には分けずに行われた。 また、国士舘大学、中央大学、東北工業大学が初めて参加した。 第2部では3年ぶりに対面で開催され、第1部で出演した大学は映像出演となった。 |
| 第6回 | 2023年9月16日  | 青山学院大学 | 東海大学     | 亜細亜大学   | 国士舘大学 | 城西大学     | 上智大学   | 東洋大学   | 明治学院大学     | 専修大学     | 筑波大学   | 大東文化大学 | 國學院大學   | 学習院大学 | 東北芸術工科大学 | 一橋大学     | 防衛大学校 | 中央大学 | 駒澤大学 |            | 本郷中学・高校 | 関西四私立大学 |                | 明治学院大学が初めてステージに出演した。 また、本郷中学校・高等学校、関西四私立大学応援団連盟がゲストとして出演した。                                                                                                  |
| 第7回 | 2024年9月15日  | 専修大学     | 成蹊大学     | 城西大学     | 亜細亜大学 | 明治学院大学 | 國學院大學 | 上智大学   | 東北芸術工科大学 | 東海大学     | 一橋大学   | 駒澤大学     | 青山学院大学 | 学習院大学 | 国士舘大学       | 大東文化大学 | 東洋大学   | 筑波大学 | 中央大学 | 防衛大学校 | 本郷中学・高校 | 春日部高校     | 関西四私立大学 | 成蹊大学が初めてステージに出演した。 また、春日部高校が初めてゲストとして出演した。 |

## 無形文化財登録に向けた宣言
第5回（2022年）において、大学応援団の文化を「無形文化」と位置付け、国が創設した「無形文化財登録制度」への登録を目指し、また、これまで大学応援団によって守り抜かれてきた文化を、これからも守り、継承することを推進することなどの宣言が行われた。第5回では全36の団体によって宣言された。

## パネル展示とスタンプラリー
休憩時間を利用し、各団体がブースを設け、活動内容を紹介するパネルが展示され、団体の活動説明が行われた。
また、多くのブースを回ってもらうためにスタンプラリーも実施された。

## 大学応援団フェスタin加賀市
大学応援団フェスタでは初の試みとなる東京都以外での開催となった。2024年11月17日に加賀市文化会館大ホールにて開催される予定である。

## デジタルアーカイブ化事業
応援団の演技（応援技法）に焦点をあて、各大学との共同により、それらの「映像化」と「アーカイブの方法を定型化」する事業のことである。
この取組は、大学応援団の文化的側面が社会に広く認知され、大学応援団そのものが「継承されるべきもの」と見直される契機となるのを目的としている。
また、この取組は、大学応援団の未来に向けた、より発展的・挑戦的な取組（例えば、応援団の文化的側面が「無形文化財」として登録されることなど)に資するものである。
現在、YouTubeチャンネルには計25校の演技がアップロードされている。
※参加校は上記を参照

## チアリーディングステージ
第一回、第二回にて、大学応援団のチアリーディング部門によるステージ発表が実施された。
参加校
- 國學院大學全學應援團BUNNYS
- 亜細亜学園体育会應援指導部SPURS
- 城西大學全學應援團BLUECATS
- 一橋大学体育会應援部チアリーダーズ
- 駒澤大学体育会應援指導部ブルーペガサスチアリーダー部
- 上智大学応援団チアリーディング部EAGLES
- 大東文化大學全學應援團GOLDDEERS

## その他の取り組み

### 大学応援団の多様性に関する講座
第一回、第二回にて、各大学の技術、言葉遣い、備品などの違いを紹介する企画が行われた。
第一回では拍手、服装、團旗の違いなどが、第二回では挨拶、團旗、太鼓の違いなどが紹介された。
また、第二回では、團旗の作成方法や、團旗に対する考え方が紹介された。

### 大学応援団の在り方に関する研究会
大学応援団を未来に残していくため、大学応援団の目的・意義・魅力などを明らかにすることを目的とし、2016年3月に「大学応援団の在り方に関する研究会」が設立された。
20以上の団体から30名以上の学生が集まり、全12回の議論を経て報告書が作成された。
報告書の中では、大学応援団の目的・意義・魅力などの他、培われた文化をレガシー（社会的遺産）として未来に継承・発展させていくことを提言している。
大学応援団フェスタ内では、「大学応援団宣言」として発表された。

### 現役学生によるディスカッション・大学応援団座談会
現在の大学応援団についてより深く知ってもらうことを目的として、現役学生によるディスカッションが行われた。

### 学識経験者による講演会
第一回にて、高校・大学応援団の文化を主に研究している「鳥取大学 教育支援・国際交流推進機構 教育センター」瀬戸邦弘准教授による「学生応援文化に関する講演会」が開催された。